# 海堂昌之
海堂 昌之（かいどう まさゆき、1941年1月15日 - ）は、フランス文学者、作家。本名は斎藤昌三。法政大学教授を務めた。

## 経歴
富山県高岡市出身。東京大学仏文科卒、同大学院中退。
1968年に本名の斎藤昌三で「拘禁」により文学界新人賞受賞、芥川賞候補、同年「夜への落下」で同候補、1970年海堂昌之名義で「背後の時間」により太宰治賞受賞。
フロベールを専門とし、著作はほぼ本名の斎藤昌三名義で行っている。

## 著書
- 『背後の時間』 海堂昌之 筑摩書房 1971
- 『フロベールの小説』大修館書店 1980
- 『ル・フランセ』 白水社 1992
- 『3段階チェック式フランス語トレーニング・コース』 白水社 1994.5
- 『フロベールの夜モンスターの森』 白水社 1996.5
- 『ル・フランセ・ファシル』 白水社 2003.3

## 翻訳
- フローベール全集 「第9巻 書簡」（山田爵・蓮實重彦共訳）筑摩書房、1968/復刊1998.2
- 女の一生 モーパッサン 世界文学全集 集英社 1974/集英社文庫 1987
- 幻想の風景 トニー・デュヴェール 白水社 1979.6
- フロベールの鸚鵡 ジュリアン・バーンズ 白水社 1989/白水Uブックス 1993
- フロベールのエジプト ギュスターヴ・フロベール 叢書ウニベルシタス・法政大学出版局 1998.12